# Hármashatárhegy
Hármashatárhegy ([ˈhaːɾmɒʃhɒtaːɾhɛɟ]) est un quartier de Budapest, situé dans le 3e arrondissement, sur le Hármashatár-hegy. 